# Міський голова Полтави
Міський голова — міський голова очолює виконавчий комітет міської ради, головує на її засіданнях. Він забезпечує здійснення у межах наданих законом повноважень органів виконавчої влади на відповідній території, додержання Конституції та законів України, виконання актів Президента України та відповідних органів виконавчої влади.

## Список міських голів Полтави за часів незалежності
| Номер | Фото | Ім'я                      | Початок каденції  | кінець каденції   |
| ----- | ---- | ------------------------- | ----------------- | ----------------- |
| 1     |      | Анатолій Кукоба           | квітень 1990      | 26 листопада 2006 |
| 2     |      | Андрій Матковський        | 26 листопада 2006 | 12 листопада 2010 |
| 3     |      | Олександр Мамай           | 12 листопада 2010 | 14 вересня 2018   |
| 4     |      | Олександр Шамота (в. о.)  | 14 вересня 2018   | 29 грудня 2020    |
| 5     |      | Олександр Мамай           | 29 грудня 2020    | 12 квітня 2023    |
| 6     |      | Андрій Карпов (в. о.)     | 12 квітня 2023    | 28 липня 2023     |
| 7     |      | Катерина Ямщикова (в. о.) | 28 липня 2023     | нині на посаді    |

## Список міських голів Полтави за часів Російської імперії (1800 - 1917 рр.)
| номер | ім`я                      | роки життя  | час перебування на посаді |
| ----- | ------------------------- | ----------- | ------------------------- |
| 1     | Яків Кищенко              | ? - ?       | 1800 - 1802               |
| 2     | Ілля Прокоф'єв            | ? - ?       | 1802 - 1805               |
| 3     | Яків Локощенко            | ? - ?       | 1805 - 1808               |
| 4     | Ілля Прокоф'єв            | ? - ?       | 1808 - 1811               |
| 5     | Микола Черкасов           | ? - ?       | 1811 - 1814               |
| 6     | Іван Михайловський        | ? - ?       | 1814 - 1818               |
| 7     | Ілля Прокоф'єв            | ? - ?       | 1818 - 1819               |
| 8     | Авраам Зеленський         | ? - 1854    | 1819 - 1822               |
| 9     | Павло Чубенко             | ? - ?       | 1822 - 1829               |
| 10    | Петро Ворожейкін          | ? - ?       | 1829 - 1832               |
| 11    | Андрій Панасенко          | ? - ?       | 1832 - 1835               |
| 12    | Степан Комар              | ? - ?       | 1835 - 1838               |
| 13    | Степан Медведєв           | ? - ?       | 1838 - 1841               |
| 14    | Петро Ворожейкін          | ? - ?       | 1841 - 1843               |
| 15    | Семен Бєляєв              | ? - ?       | 1843 - 1850               |
| 16    | Степан Комар              | ? - ?       | 1850 - 1852               |
| 17    | Микола Вакуленко          | ? - ?       | 1852 - 1855               |
| 18    | Іван Тенгелєєв            | ? - ?       | 1855 - 1864               |
| 19    | Степан Панасенко          | ? - ?       | 1864 - 1868               |
| 20    | Семен Кованько            | 1830 - 1873 | 1868 - 1871               |
| 21    | Олександр Абаза           | 1826 - 1889 | 1871 - 1888               |
| 22    | Віктор Трегубов           | 1842 - 1909 | 1888 - 1906               |
| 23    | Петро Кулябко - Корецький | 1868 - ?    | 1906 - 1908               |
| 24    | Олександр Черненко        | 1872 - ?    | 1908 - 1913               |
| 25    | Сергій Заньковський       | 1859 - ?    | 1913 - 1917               |
| 26    | Сергій Семенченко         | 1872 - ?    | 1917                      |